# What's So Bad About Feeling Good?
What's So Bad About Feeling Good? is een Amerikaanse filmkomedie uit 1968 onder regie van George Seaton.

## Verhaal
De matrozen op een vrachtschip in de haven van New York verkeren in een staat van euforie. Dat is het gevolg van een besmetting met een geluksvirus dat wordt verspreid door een toekan. De vogel wordt in quarantaine geplaatst, maar hij weet te ontsnappen en hij vliegt naar East Village. Daar wonen Liz en Pete als hippies in een commune. Liz blijft immuun voor het virus, maar Pete en zijn makkers raken meteen geïnfecteerd. De geluksepidemie breidt zich al spoedig uit naar de rest van de stad. De autoriteiten zien het virus als een bedreiging voor de economie en ze besluiten in te grijpen.

## Rolverdeling
| Acteur            | Personage           |
| ----------------- | ------------------- |
| George Peppard    | Pete                |
| Mary Tyler Moore  | Liz                 |
| Don Stroud        | Barney              |
| Susan Saint James | Aida                |
| Dom DeLuise       | J. Gardner Monroe   |
| Nathaniel Frey    | Conrad              |
| John McMartin     | Burgemeester        |
| Charles Lane      | Dokter Shapiro      |
| Jeanne Arnold     | Gertrude            |
| George Furth      | Murgatroyd          |
| Morty Gunty       | Brigadier Gunty     |
| Joe Ponazecki     | Agent Ponazecki     |
| Frank Campanella  | Commissaris Wallace |
| Thelma Ritter     | Mevrouw Schwartz    |